# アガルネク!
『アガルネク!』は、日本の音楽ユニット・girl next doorが2011年12月28日にavex traxから発売した4枚目のオリジナルアルバムである。

## 内容
前作『Destination』から8か月ぶりのオリジナルアルバム。
今作は同年9月からの3か月連続シングルリリースを皮切りに始まったアガる3部作の集大成として発売された。また、前作まで共同作詞家を担当したKenn Katoの参加が数曲に止まり千紗単独作詞作が多く収録されて、井上裕治が作曲を担当した楽曲が初めて収録された。なお、共同編曲家は前作同様に水上裕規が務め、同じく前作同様に外部のスタジオ・ミュージシャンを迎えずメンバーだけでレコーディングされた。
ジャケットが異なるMUSIC VIDEO盤とLIVE盤、CDのみ盤の3形態で発売された。MUSIC VIDEO盤には既発シングルの表題曲のミュージック・ビデオとドキュメンタリー映像が収録されたDVDが、LIVE盤には同年5月3日から5月6日に東名阪のライブハウスで敢行されたライブツアー『GIRL NEXT DOOR "LIVE Destination"』の模様が収録されたDVDが同梱された。なお、前作までと異なりCDのみ盤に『SUPER EUROBEAT presents girl next door EUROBEAT NON-STOP REMIX』と題されたユーロビート調リミックスCDは制作されていない。

## 収録曲
| 全編曲: girl next door & 水上裕規。 |                             |                  |           |       |
| #                                   | タイトル                    | 作詞             | 作曲      | 時間  |
| 1.                                  | 「ダダパラ!!」              | 千紗 & Kenn Kato | 鈴木大輔  | 4:07  |
| 2.                                  | 「No.1」                    | 千紗             | 鈴木大輔  | 3:19  |
| 3.                                  | 「Summer Time」             | 千紗             | 鈴木大輔  | 3:27  |
| 4.                                  | 「ブギウギナイト」          | 千紗 & Kenn Kato | 鈴木大輔  | 3:58  |
| 5.                                  | 「君のもとへ」              | 千紗             | 鈴木大輔  | 3:47  |
| 6.                                  | 「君のトモダチ」            | 千紗             | 鈴木大輔  | 3:14  |
| 7.                                  | 「ROCK YOUR BODY EXTENDED」 | 千紗 & Kenn Kato | 鈴木大輔  | 8:52  |
| 8.                                  | 「my own path」             | 千紗             | 鈴木大輔  | 3:29  |
| 9.                                  | 「ずっと」                  | 千紗             | 井上裕治  | 4:03  |
| 10.                                 | 「Kiss Kiss Kiss」          | 千紗             | 鈴木大輔  | 4:17  |
| 11.                                 | 「夢の花」                  | 千紗             | 鈴木大輔  | 5:07  |
| 12.                                 | 「Your Story」              | 千紗             | 鈴木大輔  | 3:26  |
| 13.                                 | 「snowflakes」              | 千紗             | 鈴木大輔  | 4:35  |
| 合計時間:                           | 合計時間:                   | 合計時間:        | 合計時間: | 55:41 |

### 解説
1. ダダパラ!!
12thシングルの表題曲。
2. No.1
3. Summer Time
4. ブギウギナイト
14thシングルの表題曲。
5. 君のもとへ
6. 君のトモダチ
7. ROCK YOUR BODY EXTENDED
13thシングルの表題曲の別バージョン。
8. my own path
9. ずっと
10. Kiss Kiss Kiss
11. 夢の花
12. Your Story
13. snowflakes
待ち合わせをしている恋人の気持ちを描いた楽曲[1][2]。

## 収録映像曲
本編
1. 3rd contact
2. Freedom
3. ユメのカタナ
4. fallin' angel
5. 風のカプセル
6. Winter breeze
7. 逢いたい夜
8. 忘れたいのに…
9. Orion
10. 運命のしずく～Destiny's star～
11. 星空計画
12. red ribbon ～運命の人～
13. Impish music
14. FRIENDSHIP
15. Ready to be a lady
16. Infinity
17. Silent Scream

アンコール
1. Drive away
2. 偶然の確率
3. ありがとう

## 参加ミュージシャン
girl next door
- 千紗：Vocal
- 鈴木大輔：Keyboards
- 井上裕治：Guitar

## タイアップ
- BeeTV『イモ女改造計画』主題歌 (#1)
- エービーシー・マートTV-CMソング (#1)
- サンリオ『夢見るMy マイメロディコンテスト』TV-CMソング (#2)
- テレビ朝日系列ドラマ『私のホストちゃん〜しちにんのホスト〜』主題歌 (#4)
- 日本テレビ系列音楽バラエティ番組『ハッピーMusic』パワープレイ (#7)
- 日本テレビ系列音楽番組『音龍門 〜MUSIC DRAGON GATE〜』Baby Dragon's Gate (#7)
- マエストロ『Tinkiss』WEB-CMソング (#10)
- エイチ・アイ・エス『クリスマスキャンペーン』TV-CMソング (#13)